# Aktien-Zuckerfabrik Neuwerk bei Hannover

Die Zuckerfabrik Neuwerk
(Ausschnitt einer Postkarte „Gruß aus Gehrden“, 1913)

Die Aktien-Zuckerfabrik Neuwerk bei Hannover betrieb mit der Zuckerfabrik Neuwerk in Gehrden eine der beiden ersten Zuckerfabriken zur Herstellung von Zucker aus Zuckerrüben im Königreich Hannover.

## Geschichte

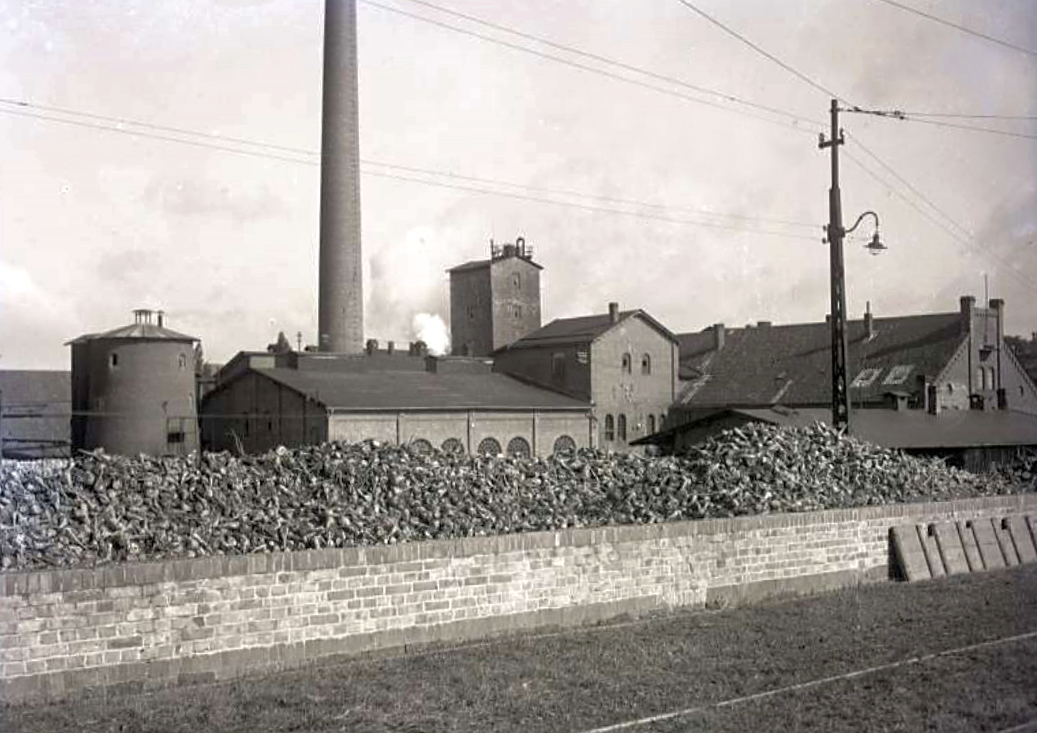
Ansicht der Zuckerfabrik um 1920, Foto von August Kageler

Bis 1855 war im Königreich Hannover Zucker nur aus importiertem Zuckerrohr gewonnen worden. Eine solche 1823 von Johann Egestorff gegründete, wenig ertragreiche und 1855 abgebrannte Zuckersiederei gab es etwa in Linden beim Schwarzen Bären.
Im Jahr 1857 begann im Königreich Hannover die Zuckerproduktion aus Zuckerrüben. Zu diesem Zeitpunkt gab es im Gebiet des Deutschen Zollvereins bereits 233 Fabriken zur Produktion von Rübenzucker. Bei der Gründung der Aktien-Zuckerfabrik Neuwerk in Hannover war die Privatbank Ephraim Meyer & Sohn hauptbeteiligt. Das Aktienkapital betrug 300.000 Taler und war in Aktien zu je 500 Talern aufgeteilt. Geschäftsführer der Gesellschaft beziehungsweise Direktor der Zuckerfabrik Neuwerk war der aus Berlin stammende Kaufmann Victor Ludwig Wrede oder auch Louis Wrede.

### Älteste Rübenzuckerfabrik im Königreich Hannover?
Die Aktien-Zuckerfabrik in Einbeck hatte bereits in der Kampagne von Oktober 1857 bis März 1858 versuchsweise 90.000 Zentner Zuckerrüben verarbeitet. Bei der sechsten Allgemeinen Gewerbeausstellung des Gewerbevereins für das Königreich Hannover im Jahr 1859 erhielten die Aktien-Zuckerfabrik in Einbeck und die Aktien-Zuckerfabrik Neuwerk je eine Große Silberne Medaille.
Die Ende der 1850er Jahre versuchten Gründungen von Zuckerfabriken in Hildesheim, Nordstemmen und Lüchow waren zunächst gescheitert. Die Einbecker Gesellschaft musste im Jahr 1861 liquidiert werden, als das Innenministerium des Königreichs Hannover die Aufnahme eines zusätzlichen Darlehens von 60.000 Talern untersagte. Hingegen wurde ein ähnlicher Antrag der Aktien-Zuckerfabrik Neuwerk für einen Betriebsmittelkredit von 35.000 Talern im Jahr 1862 genehmigt.
Erst nach dem Ende des Königreichs Hannover durch die Preußische Annexion 1866 entstanden im Calenberger Land in der Umgebung von Gehrden weitere Zuckerfabriken: 1874 in Bennigsen, 1876 in Rethen, 1882 in Weetzen sowie 1884 in Groß Munzel und Linden.
In Folge der in den 1980er Jahren einsetzenden Schließungswelle von Zuckerfabriken ist seit 2006 das im Jahr 1865 eröffnete Werk in Nordstemmen die zu Gehrden nächstgelegene produzierende Zuckerfabrik.

### Zuckerfabrik in Gehrden
Am 25. August 1857 erwarb die Gesellschaft für 5500 Taler vom Erbzinsmüller Engelke die etwa einen Kilometer nordwestlich des Zentrums von Gehrden gelegene Spehrsmühle mit ihrem 7 Morgen und 102 Ruten großen Grundstück sowie dem Wassernutzungsrecht des Spehrsbaches, eines am Nordhang des Burgberges entspringenden Zuflusses der Haferriede samt seiner Quelle. Insgesamt war das Betriebsgrundstück etwa 15 Morgen groß.
Bis zum Februar 1859 wurden Wohnhäuser und Fabrikgebäude fertiggestellt und eingerichtet.
Die Fabrikgebäude waren auf Bruchsteinsockeln aus Backsteinen errichtet. Das Hauptgebäude hatte eine Fläche von 258 × 54 Fuß. Daran schlossen rechtwinklig das Maschinen- und Kesselhaus sowie das Knochenkohlenwiederbelebungsgebäude an.
Die Fabrik verfügte über eine von der Gräflich Stolberg’schen Maschinenfabrik in Magdeburg gefertigte 40pferdige horizontalliegende Einzylinderdampfmaschine. Der Dampf ihrer mit Steinkohle zu befeuernden vier 30 Fuß langen Zylinderkessel mit Siebrohrvorwärmer und Kondensator speiste zusätzlich drei weitere 8, 5 und 2 PS starke Dampfmaschinen und mündete in den 130 Fuß hohen Schornstein. Das zum Betrieb benötigte Wasser wurde dem Spehrsbach und einem 150 Fuß tiefen Bohrloch neben der Fabrik entnommen.
Lieferant der Zuckerproduktionsanlage war die Braunschweigische Maschinenbauanstalt.
Die Zuckerrüben wurden auf Reibmaschinen zerrieben und nach Zugabe von Wasser zentrifugiert. Hydraulische Pressen gewannen aus diesem Schlamm Presssaft, der durch Verdampfung in offenen Pfannen konzentriert wurde. Der durch Einsatz von Kohlensäure gesättigte Saft wurde über Knochenkohle filtriert, durch erneute Verdampfung weiter konzentriert, nochmals über Kohle gefiltert und durch trockene Kondensation im Vakuum eingedampft, woraufhin die Kristallisation erfolgte.
Die Zuckerproduktion wurde 1859 aufgenommen. Sie war zunächst auf die Verarbeitung von 1000 Zentnern Zuckerrüben täglich ausgelegt.
Im Jahr 1890 wurde die Zuckerfabrik durch Fr. Rassmus umgebaut. In den Jahren vor dem Ersten Weltkrieg konnten in der Fabrik täglich 250 t Zuckerrüben verarbeitet werden.

### Gehrden und die Fabrik

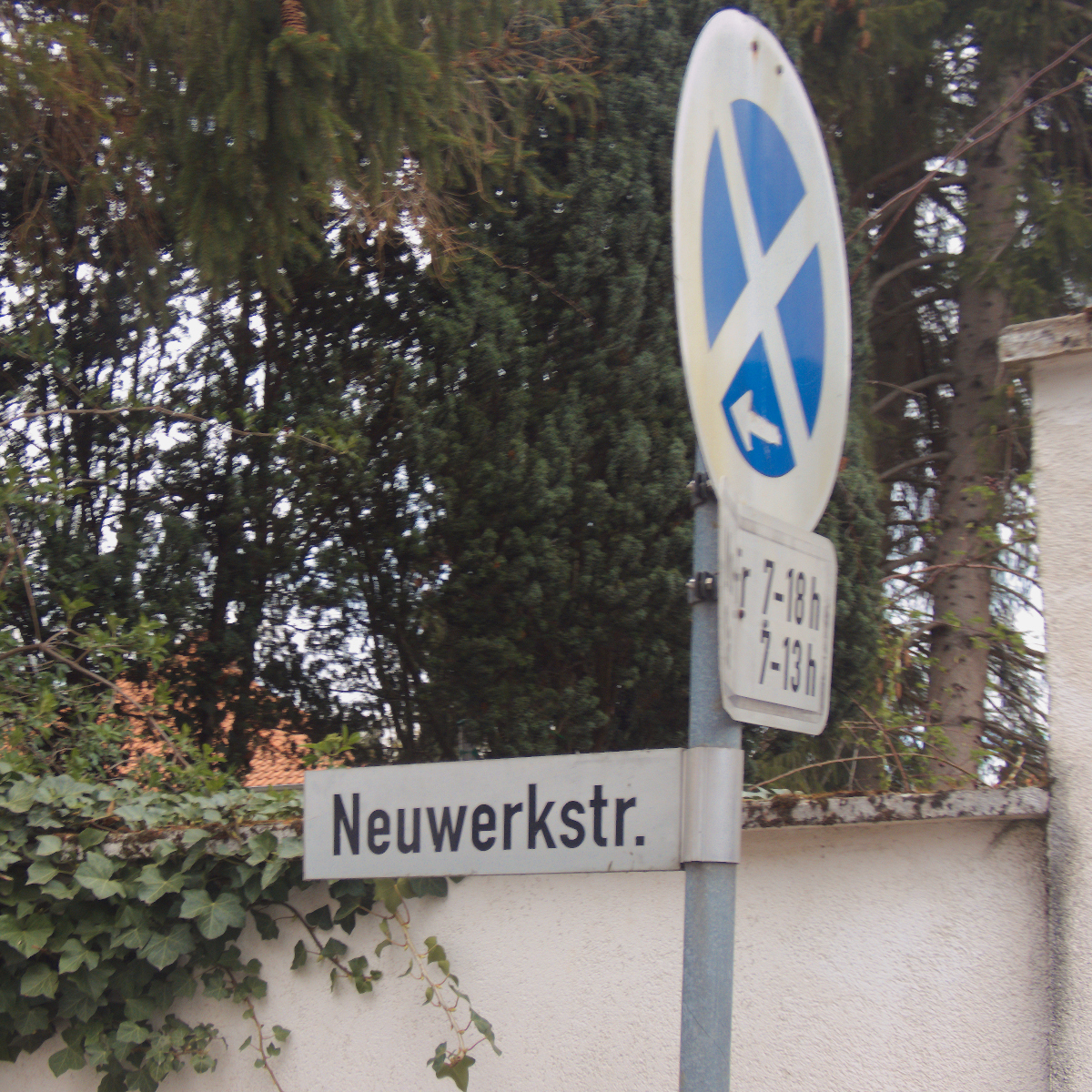
An die Zuckerfabrik erinnert in Gehrden noch der Name Neuwerkstraße

Zusammen mit der 1872 gegründeten Ziegelei war die Zuckerfabrik der erste Industriebetrieb Gehrdens.
Bei der Volkszählung im Jahr 1864 waren bereits 73 Haushalte mit 222 Personen, also etwa 15 % der Gehrdener Einwohner, wirtschaftlich von der Zuckerfabrik abhängig. Außer 65 Fabrikarbeitern wurden weitere 157 Arbeitskräfte beschäftigt.
Anders als bei vielen der einige Jahrzehnte später gegründeten Zuckerfabriken waren nicht die Rübenproduzenten die Anteilseigner der Zuckerfabrik Neuwerk. Die Fabrik produzierte auf 2500 Morgen gepachteten Ackerflächen selber Zuckerrüben und kaufte zusätzliche Rüben von den Bauern der Umgebung an. Im Jahr 1883 wurde das Fabrikgrundstück durch den Zukauf von 5,5 Morgen Land auf der Bünte erweitert und dort ein großer Teich angelegt.
1892/93 verfügte die Fabrik über 1046 ha Ackerland. Davon dienten 494 ha der Erzeugung von Getreide, 451 ha der von Rüben und Rübensamen und weitere der von Heu oder Kartoffeln.
Am 1. Oktober 1899 wurde die bereits seit einem Jahr von Hannover nach Gehrden führende Überlandstraßenbahn über Neuwerk bis nach Barsinghausen verlängert. Güterzüge der Straßenbahn transportierten Kohle des Klosterstollens und brachten in den Herbstmonaten Zuckerrüben zur Zuckerfabrik. In der Verarbeitungssaison beschäftigte die Zuckerfabrik Neuwerk bis zu 700 Arbeitskräfte.

### Zuckerfabrik in Sarstedt
Mit der Zuckerfabrik in Sarstedt im Landkreis Hildesheim betrieb die Aktiengesellschaft eine Zweigniederlassung. Diese wurde Mitte der 1920er Jahre wegen wirtschaftlicher Schwierigkeiten verkauft und 1929 geschlossen.

### 20. Jahrhundert

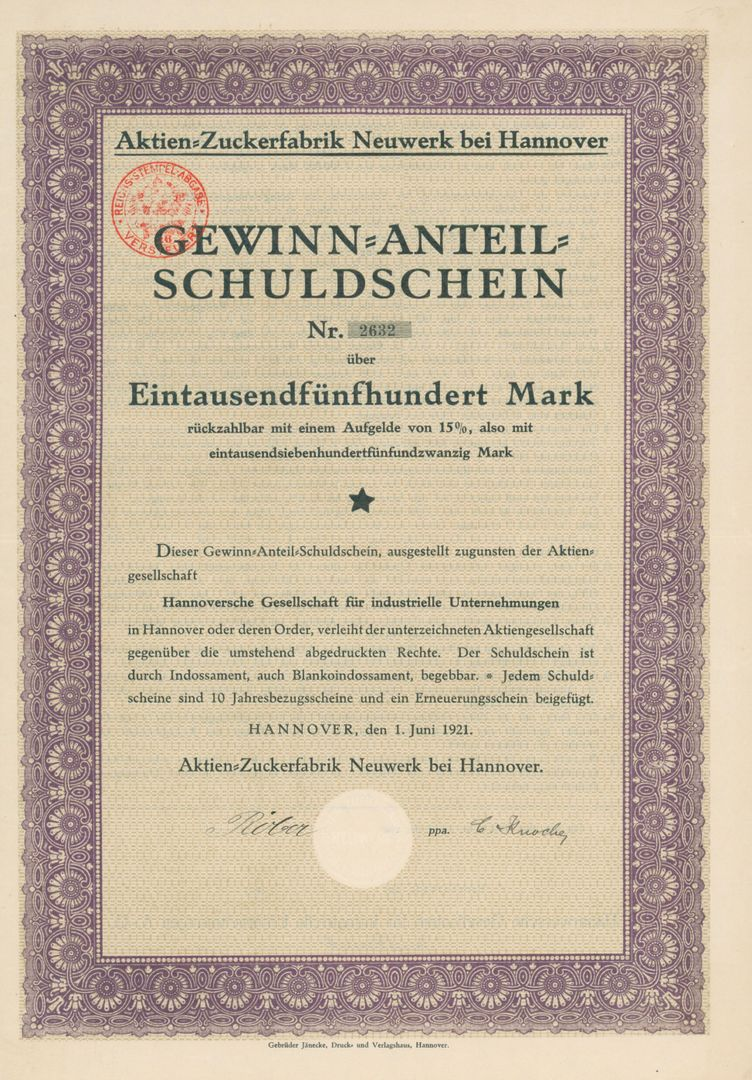
Schuldschein der „Aktien-Zuckerfabrik Neuwerk bei Hannover“ über 1.500 Mark, ausgegeben am 1. Juni 1921

Im Jahr 1915 übernahm die Gehrdener Zuckerfabrik zusätzlich die Verwertung der bisher von der Zuckerfabrik Linden verarbeiteten Rüben. Deren am Schlorumpfsweg in Ricklingen beim Bahnhof Fischerhof gelegenes Werksgelände wurde von der Hannoverschen Waggonfabrik übernommen. Vor dem Ersten Weltkrieg hatte die Aktien-Zuckerfabrik Neuwerk ein Aktienkapital im Nennwert von 1,5 Millionen Mark. In der Eröffnungsbilanz 1924 nach Inflation und Währungsreform wurde der Nennwert mit 1,8 Millionen Reichsmark angegeben.
In der Nachkriegszeit des Ersten Weltkriegs wurde Mitte der 1920er Jahre die größere und modernere Fabrik in Sarstedt verkauft. Die Sanierung des verbliebenen Unternehmens durch ein Vergleichsverfahren mit einem 1:10-Kapitalschnitt und nachfolgender Kapitalerhöhung hatte keinen anhaltenden Erfolg. In der Weltwirtschaftskrise wurde die Zuckerfabrik Neuwerk im Jahr 1930 stillgelegt. Die Rübenverwertung wurde vertraglich der Zuckerfabrik Rethen übertragen. Die Landwirtschaft auf den Pachtflächen bei Gehrden wurde zunächst weiterbetrieben. Nachdem der Wert der Ackerflächen mit der wirtschaftlichen Erholung gestiegen war, wurde die Gesellschaft 1935 aufgelöst und die verbliebenen Aktien zu 60 % des Nennwerts abgefunden.

## Gewässerverschmutzung
Die Zuckerfabrik Neuwerk in Gehrden leitete ihre Abwässer über Rieselfelder in den Spehrsbach ab. Sie flossen weiter über die Haferriede und die Möseke in die Südaue. Im Oktober 1901 wurde der Fabrik die Verantwortung für ein Fischsterben in der Südaue bei Wunstorf, etwa 25 Kilometer gewässerabwärts nachgewiesen. Die Kläranlagen in Gehrden waren „vollkommen in Unordnung“ und die Abwässer praktisch unbehandelt abgeflossen. Da auch die Abwässer der näher an Wunstorf liegenden Zuckerfabrik in Groß Munzel in die Südaue gelangten, galt diese als für mehrere weitere Fischsterben in der Südaue gegen Ende des 19. Jahrhunderts verantwortlich, beziehungsweise die Herkunft der Verschmutzung blieb unerkannt. Im Jahr 1909 wurde die Kläranlage der Gehrdener Fabrik als vorbildlich bewertet.

## Nachfolgenutzung des Vorwerk-Geländes

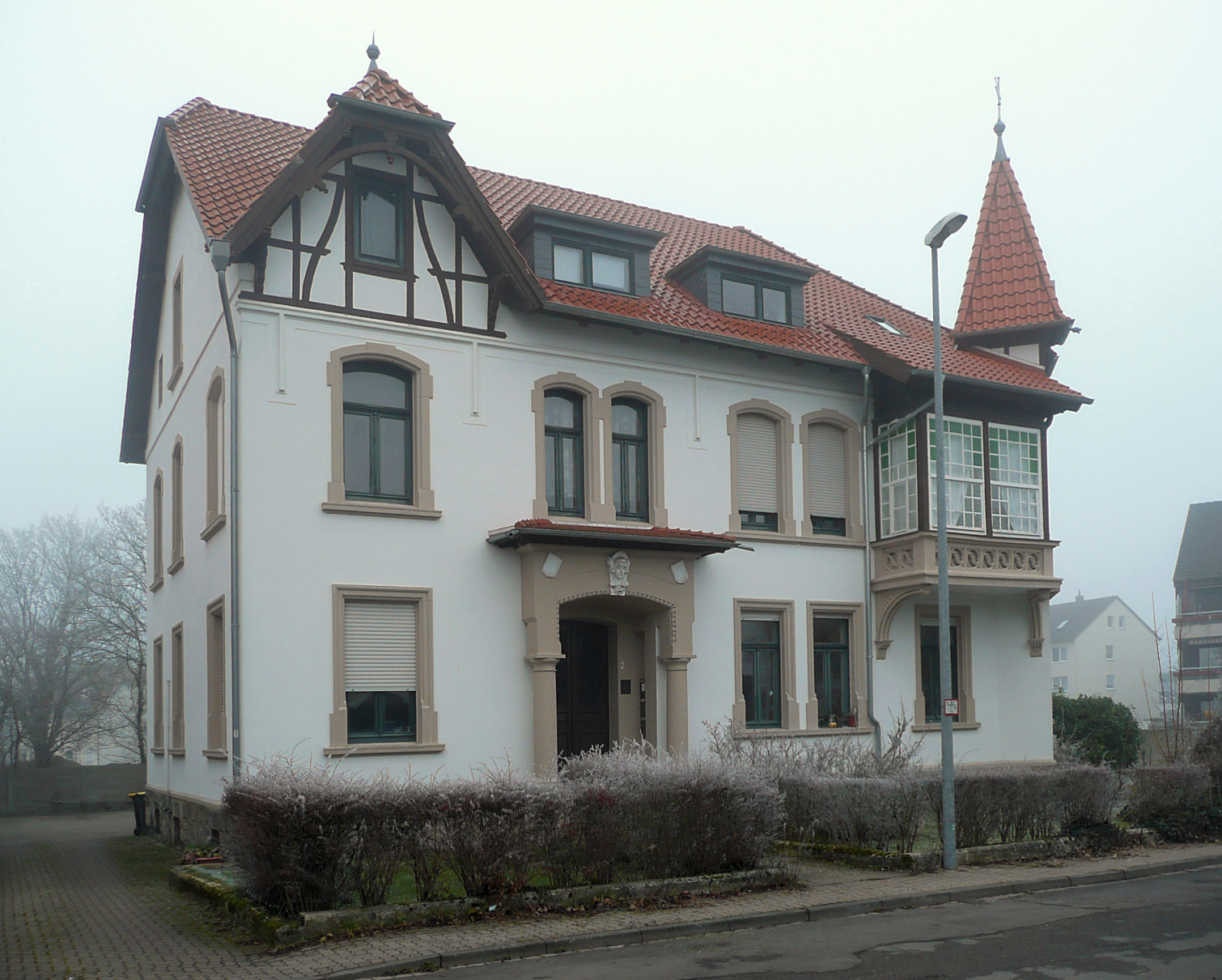
Frühere Villa des Werksdirektors

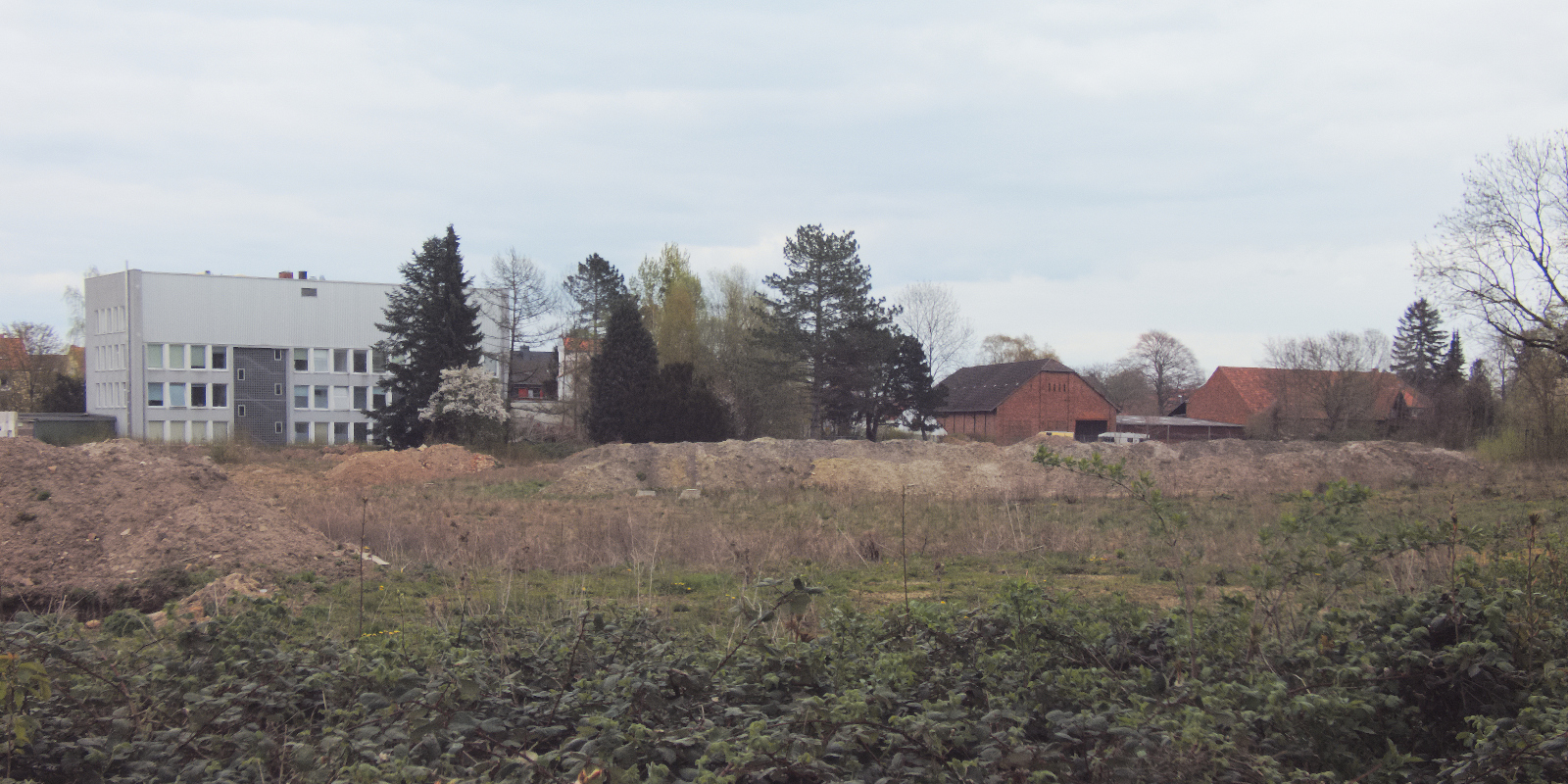
Blick über das zur Bebauung vorbereitete Vorwerk-Gelände, 2019

Zwischen dem Gehrdener Steintor und der Zuckerfabrik nahe der Wüstung Spehr entstanden nach dem Bau der Straßenbahn Infrastruktureinrichtungen und ein Wohnviertel. Die kurz nach 1900 vor dem Werkstor an der Neuwerkstraße errichtete Villa des Werksdirektors ist als Baudenkmal geschützt.
Auf dem Gelände der stillgelegten Zuckerfabrik entstand ab 1956 eine Vorwerk-Teppichfabrik. Diese wurde 1985 geschlossen und die Produktion nach Hameln verlegt. Mit dem Abbruch der leerstehenden Fabrikhallen 2017 begannen die Bauarbeiten für ein auf dem sogenannten Vorwerk-Gelände geplantes neues Wohngebiet, in dem seit 2024 eine Kindertagesstätte und 154 Wohnungen entstehen.